# Аллаверди, Джавад
Джавад Аллаверди (перс. جواد الله‌وردی‎; род. 16 июня 1954, Иранский Азербайджан) — иранский футболист, защитник.

## Карьера

### Клубная карьера
Во взрослом футболе дебютировал в 1970 году в клубе «Эстегляль». В том же сезоне команде удалось победить в финале Лиги чемпионов АФК, в затем завоевать титул чемпиона Ирана. В составе клуба провёл четыре сезона, после чего перешёл в «Персеполис», с которым в сезоне 1975/76 завоевал свой второй чемпионский титул.
Завершил профессиональную карьеру футболиста в 1981 году.

### Карьера в сборной
В 1978 году дебютировал в официальных матчах в составе национальной сборной Ирана. В 1972 году входил в состав олимпийской команды, выступавшей на футбольном турнире летних Олимпийских игр в Мюнхене. В 1978 году в составе сборной выступал на чемпионате мира в Аргентине.
Всего в составе сборной принял участие в двух матчах.

## Достижения
«Эстегляль»
- Победитель Лиги чемпионов АФК: 1970
- Чемпион Ирана: 1970/71

«Персеполис»
- Чемпион Ирана: 1975/76